# José Luis Corral
José Luis Corral Peláez SVD (ur. 12 sierpnia 1968 w Córdoba) – argentyński duchowny katolicki, biskup Añatuya od 2019.

## Życiorys

### Prezbiterat
Święcenia kapłańskie otrzymał 1 marca 1997 w zgromadzeniu werbistów. Był m.in. wychowawcą postulantów i mistrzem nowicjatu, a także przełożonym południowoargentyńskiej prowincji zakonnej.

### Episkopat
19 lipca 2019 papież Franciszek mianował go biskupem koadiutorem diecezji Añatuya. Sakry udzielił mu 31 sierpnia 2019 biskup José Melitón Chávez. Rządy w diecezji objął 16 października 2019.